# Příruční slovník naučný
Příruční slovník naučný (z cz. „Podręczny słownik naukowy”) – encyklopedia powszechna wydana w latach 1962–1967. Cztery tomy encyklopedii ukazały się nakładem wydawnictwa Czechosłowackiej Akademii Nauk.
Na czele komitetu redakcyjnego stanął akademik Vladimír Procházka.

## Tomy encyklopedii
| Tom          | 1     | 2     | 3     | 4     |
| ------------ | ----- | ----- | ----- | ----- |
| Hasła        | A – F | G – L | M – Ř | S – Ž |
| Rok wydania  | 1962  | 1963  | 1966  | 1967  |
| Liczba stron | 820   | 932   | 960   | 936   |